# Пал Беренди
Пал Беренди (мађ. Berendy Pál; Будимпешта, 30. новембар 1932 — 4. септембар 2019) је био мађарски фудбалски репрезентативац који је играо на позицији везног играча. Играо за Мађарску репрезентацију на Светском првенству у фудбалу 1958. године. За Вашаш СК је играо у периоду од 1951 па до 1968. године.

## Каријера

### Клуб
Беренди је пошео да игра фудбал у ФК Голдбергеру а Вашашу се придружио 1951. године. Био је члан првог шампионског тима Вашаша, популарно тада названог, „тим Анђалфелда”, у пролеће 1957. године. Шездесетих година прошлог века освојио је још четири шампионске титуле са Вашашом, што га чини једним од најтрофејнијих играча Вашаша. Из активног фудбала се повукао 1968. године.

### Репрезентација
Између 1956. и 1960. године у репрезентацији се појавио 24 пута. Једнократна омладинска репрезентација (1954), осмострука Б-репрезентација (1955–61), петострука репрезентација Будимпеште (1956–58), два пута друга репрезентација (1958).

## Достигнућа
- Мађарско првенство:
  - шампион: 1957-пролеће, 1960/61, 1961/62, 1965, 1966
- Куп Мађарске у фудбалу (MNK)
  - победник: 1955
- Куп европских шампиона (BEK)
  - полуфинале: 1957/58
- Митропа куп (KK)
  - победник: 1956, 1957, 1962, 1965
  - финале: 1963
- Истакнути радник (1956)[4]
- Истакнути спортиста Мађарске (1956)[5]
- Вашашова кућа славних (1986)[6]